# 山根孝中
山根 孝中（やまね こうちゅう、文政6年（1823年） - 明治31年（1898年））は、幕末から明治時代にかけて活躍した医師。

## 生涯
文政6年（1823年）、周防国吉敷郡矢原村（現在の山口市）にて医家・重嶺泰安の次男として出生。後に藩の一代雇医で叔父の山根文季の養子となる。安政5年（1858年）、吉田松陰の松下村塾に36歳で入塾。吉田松陰時代の松下村塾の塾生としては最年長だった。しかし同年に萩にもコレラが流行し、コレラに罹患した文季が1858年8月に57歳で他界。このため家督を継ぎ、萩・香川津の自宅に村医者として開業した。文久3年（1863年）眼科医としての評判により、養父と同じく藩から一代雇医に取り立てられる。翌元治元年（1864年）赤間関に医師として出張する傍ら、4ヵ国連合艦隊との激戦に参加し、講和成立後、宮市（現在の防府市）に転陣する奇兵隊に従った。軍医として活動はその後も及び、慶応元年（1865年）になると第二次長州征討に備えて徳地に駐屯していた干城隊や狙撃兵、諸兵の隊付医師として勤務した。そして慶応4年（1868年）に勃発した戊辰戦争では、干城隊・奇兵隊の一員として会津に向かい、会津城籠城戦においては、野戦病院で敵味方を問わず、戦傷者の治療や婦女子の救護にあたった。 　
明治維新後は、香川津での開業医に戻り、眼科のみならず外科の診療にも当たった。明治31年（1898年）に76歳で病没した。
日本医学校（私立。現在の日本医科大学の前身校の一つ）の設立に携わった、山根正次は次男に当たる。